# Theodor-Heuss-Gymnasium (Hagen)
Das Theodor-Heuss-Gymnasium Hagen (THG) ist ein städtisches Gymnasium in Hagen (Westfalen).

## Geschichte
Das Theodor-Heuss-Gymnasium wurde im Jahr 1965 gegründet. Es spaltete sich damals vom Fichte-Gymnasium Hagen ab.
Das Gymnasium hat von Beginn an seinen Schwerpunkt auf den mathematisch-naturwissenschaftlichen Bereich gelegt. Zudem ist die Schule traditionell eng mit dem Sport, insbesondere dem Basketball verbunden. Mehrere Schüler des THG machten eine Karriere als Basketballspieler in der Bundesliga oder wurden sogar Nationalspieler. 2018 schloss das die Bezeichnung „Partnerschule des Leistungssports“ tragende Gymnasium mit der Profimannschaft Phoenix Hagen zwecks Basketballnachwuchsförderung einen Kooperationsvertrag.

## Aktuelles
Das Theodor-Heuss-Gymnasium wird derzeit von etwa 750 Schülerinnen und Schülern besucht. Diese werden von zirka 60 Lehrkräften unterrichtet. Schulleiter ist Hermann Kruse.
Derzeit besteht eine Oberstufen-Kooperation des THG mit dem Albrecht-Dürer-Gymnasium Hagen.
Das Theodor-Heuss-Gymnasium ist seit 2012 Kooperationsschule der Vereinigung Deutscher Wissenschaftler (VDW). Dabei wurde das THG zertifiziert und mehrfach ausgezeichnet im Rahmen der Aktion „Schule der Zukunft – Bildung für Nachhaltigkeit“.

## Persönlichkeiten
Folgende Persönlichkeiten haben das Theodor-Heuss-Gymnasium besucht:
- Georg Altrogge (* 1961), Journalist
- Raphael Beckmann, Sportfunktionär
- Andres Buchholz (* 1963), Musiker, bis 1995 in der Band The Brothers
- Karl-Ulrich Burgdorf (* 1952), Schriftsteller
- Thomas Faust (* 1963), Sozialökonom und Publizist
- Norbert Friedrich (* 1962), Historiker
- Jonas Grof (* 1996), Basketballspieler
- Per Günther (* 1988), Basketballspieler
- Kai Havaii (* 1957), Rocksänger
- Oliver Herkelmann (* 1968), Basketballspieler und -funktionär
- Abbo Junker (* 1957), Rechtswissenschaftler
- Erdal Keser (* 1961), Fußballspieler und -trainer
- Dominik Spohr (* 1989), Basketballspieler
- Willi Xylander (* 1955), Direktor des Senckenberg-Museums in Frankfurt am Main